# In the Name of the King: A Dungeon Siege Tale
In the Name of the King: A Dungeon Siege Tale är en tysk-amerikansk äventyrsfilm från 2006, i regi av Uwe Boll. Filmen är baserad på datorspelet Dungeon Siege. Uppföljaren In the Name of the King: Two Worlds med Dolph Lundgren i huvudrollen släpptes 2011.

## Handling
En armé under den onde Gallian vill störta kung Konreid och ta kontroll över landet. Medan kriget pågår försöker den enkle Farmer rädda sin fru Solana, som blivit kidnappad, samtidigt som han tänker hämnas sin sons död.

## Rollista
| Jason Statham    | – Farmer          |
| Leelee Sobieski  | – Muriella        |
| John Rhys-Davies | – Merick          |
| Ron Perlman      | – Norick          |
| Claire Forlani   | – Solana          |
| Kristanna Loken  | – Elora           |
| Matthew Lillard  | – Greve Fallow    |
| Brian White      | – Tarish          |
| Mike Dopud       | – General Backler |
| Will Sanderson   | – Bastian         |
| Tania Saulnier   | – Talwyn          |
| Ray Liotta       | – Gallian         |
| Burt Reynolds    | – Kung Konreid    |
| Gabrielle Rose   | – Delinda         |
| Terence Kelly    | – Trumaine        |